# Vízivárosi temető
A Vízivárosi temető egy mára már megszűnt budapesti temetkezési létesítmény.

## Története
A vízivárosi temető 1785. október 10-én, és nem a mai úgynevezett Vízivárosban (I. kerület), hanem a mai XII. kerülethez tartozó Szilágyi Erzsébet fasor és a Kútvölgyi lejtő által határolt területen nyitották meg, elsősorban a korábbi Városmajori temető pótlására.
A 15 hold nagyságú területet pontosan 100 éven át használták rendszeres jelleggel, 1885-ben szüntették meg benne az általános temetkezést. A  fővárosi   tanács   1885.  okt.  22-én  kelt  8553/885.  számú  határozata  kimondta,  hogy  kivételes  esetekben   tovább  is  lehet  temetkezni  benne.  Az utolsó temetés 1914-ben történt.  A  temetőt 1930. január 1-én szüntették meg. 1939-ben számos síremléket az azóta szintén megszűnt Németvölgyi temetőbe szállítottak át.
Ezt követően rövidesen fel is számolták. Helyén ma a Szent János Kórház, a Kútvölgyi Kórház és a Pető Intézet (pontosabban a Semmelweis Egyetem  Pető András Kara) található.
A temető mellett 1797-ben katonai temetőt is nyitottak. Ez utóbbit 1903-ig használták. (Itt temették el Buda bevételénél [1849. május 21.] elesett osztrák katonákat, köztük Heinrich Hentzi tábornagyot és a győri csata vesztes hadvezérének, Alvinczi József tábornokot is.) A két temető mellett egy 1405 négyszögöl nagyságú szomszédos harmadik is létezett a helyi zsidók számára.

## Nevezetes, itt eltemetett halottak
- az Áldássy család tagjai[4]
- a Bethlen család tagjai[4]
- a Csáky család tagjai[4]
- a Gyulay család tagjai[4]
- a Pejacsevich család tagjai[1]
- a Mikes család tagjai[1]
- a Reviczky család tagjai[1]
- a Masjon család tagjai[1]
- a Teasdale család tagjai[1]
- Verseghy Ferenc költő, nyelvész (1757–1822)[3][1]
- Vásárhelyi Pál vízépítő mérnök (1795–1846)[3][1]
- Vörösmarty Mihály leányai (Terézia és Erzsébet)[1]
- Patachich  József  helytörténeti író[1]
- Hajnik Károly a magyar gyorsírás atyja (1806–1866)[1]
- Kriesch  János zoológus[1]
- Mayer  Ferenc tábornok[1]
- Laszlovszky   József városi tanácsnok[1]
- Xavér  von  Kammerlauf  nádori főudvarmester[1]
- Schnirch Emil a Budapest–Lipótmezei Magyar Királyi Országos Tébolyda (később: Országos Pszichiátriai és Neurológiai Intézet) első igazgatója (1822–1884)[7]

A magyar jakobinus mozgalom résztvevőit, Martinovics Ignácot (1755–1795) és társait a temető falain kívül, ám annak közelébe temették el. Ide helyezték át a mai Déli pályaudvar helyén állt egykori honvédsírokat is.